# Christoph 15
Christoph 15 ist der Funkrufname des am Klinikum St. Elisabeth in Straubing stationierten Rettungshubschraubers, der am 17. November 1977 in Dienst gestellt wurde.

## Geschichte
Der Flugbetrieb in Straubing wurde am 17. November 1977 als fünfzehnter Standort in Deutschland mit einer Bölkow Bo 105 aufgenommen. Betreiber war das Bundesministerium des Innern, die Piloten stammten von der Fliegerstaffel Süd des Bundesgrenzschutz, die Notärzte vom Klinikum St. Elisabeth, Rettungsassistenten vom BRK-Kreisverband Straubing-Bogen.
Am 1. Dezember 1995 übernahm die ADAC Luftrettung GmbH nach dem Rückzug des Bundes den Standort Straubing mit einer Bo 105 CBS. Die Piloten sind seither Angestellte des ADAC, die eingesetzten Notärzte und Rettungsassistenten kommen weiterhin vom Klinikum beziehungsweise Rotem Kreuz.
Seit August 1998 kam am Standort in Straubing ein Eurocopter EC 135 anstelle der Bo 105 zum Einsatz. Der Hubschrauber hat eine Reisegeschwindigkeit von 240 Kilometer pro Stunde (km/h) und eine zulässige Höchstgeschwindigkeit von 287 km/h. Im Vergleich zu früheren Modellen ist die Größe des Helikopters ein großer Vorteil. Der EC 135 bietet dem Notarzt mehr Platz und somit mehr Behandlungsraum als andere Hubschraubermodelle.
Im Juli 2014 wurde eine neue Hubschrauberplattform auf dem Dach des Klinikums in Betrieb genommen. Zuvor war der Rettungshubschrauber auf einem Areal südlich des Krankenhausgebäudes stationiert.
Im März 2024 wurde die bisherige Maschine durch einen neuen Airbus Helicopters H135 mit Rettungswinde ersetzt.

## Besatzung
Die Standardbesatzung von Christoph 15 besteht aus drei Mitgliedern:
- Pilot
- Notarzt
- HEMS Technical Crew Member (Notfallsanitäter).

Die Piloten und Notfallsanitäter werden von der ADAC-Luftrettung gestellt. Bei den Notärzten handelt es sich um Anästhesisten, Internisten und Chirurgen, die am Klinikum St. Elisabeth Straubing beschäftigt sind. Insgesamt gehören zur Mannschaft des Christoph 15 drei Piloten, 16 Notärzte und fünf Rettungsassistenten. Seit 2019 ist der Hubschrauber zusätzlich mit einer Rettungswinde ausgestattet.

## Standort
Der Rettungshubschrauber ist am Klinikum St. Elisabeth in Straubing stationiert. Die Geschichte des Krankenhauses reicht zurück ins 18. Jahrhundert, als im Kloster Azlburg erstmals Kranke von den dort ansässigen Elisabethinnen behandelt wurden. Aus dem Kloster entwickelte sich das Straubinger Frauenkrankenhaus, das zwischenzeitlich eine Kapazität von 350 Betten hatte. 1844 wurde durch den Orden der Barmherzigen Brüder ein Männerkrankenhaus gegründet, das in räumlicher Nähe zum Kloster Azlburg im ehemaligen Franziskanerkloster untergebracht wurde. Nach dem Rückzug der Barmherzigen Brüder wurden beide Häuser ab 1975 von der neu gegründeten Elisabeth Krankenhaus GmbH weitergeführt. 1997 wurde der Neubau bezogen, seitdem sind alle Einrichtungen in einem Haus untergebracht. Das Klinikum ist ein regionales Schwerpunktkrankenhaus der II. Versorgungsstufe.
Die Luftrettung befindet sich seit Juli 2014 auf dem Dach des Klinikgebäudes. Dort sind auch die Bereitschafts- und Aufenthaltsräume des Personals untergebracht. Die Gesamtkosten für den Neubau betrugen 7,5 Mio. Euro, die vom Klinikum und der ADAC Luftrettung getragen werden. Zuvor war Christoph 15 südlich des Krankenhausgebäudes an der St.-Elisabeth-Straße stationiert. Dies erforderte, dass Patienten von einem zusätzlichen Rettungswagen ins Klinikum transportiert wurden. Die Plattform ist über einen Aufzug erreichbar, so dass die Dauer des Transports erheblich verkürzt wurde.

## Einsatzgebiet
Das Einsatzgebiet von Christoph 15 umfasst einen Radius von ca. 50–70 Kilometern um Straubing und schließt somit das westliche Niederbayern und die südliche Oberpfalz mit ein. Das Einsatzgebiet beinhaltet neben Straubing unter anderem die Städte Regensburg, Cham, Regen, Deggendorf, Plattling, Dingolfing, Landau an der Isar.
Angrenzend an das Gebiet von Christoph 15 sind der Dual-Use-Hubschrauber Christoph Regensburg, Christophorus Europa 3 (Suben), Christoph 14 (Traunstein), die beiden in München stationierten Hubschrauber Christoph München und Christoph 1, sowie Christoph 32 (Ingolstadt) im Einsatz.

## Zwischenfälle
- Am 18. Januar 1979 stürzte der Hubschrauber während eines Einsatzes nahe Feldkirchen (Landkreis Straubing-Bogen) ab. Der Pilot kam dabei ums Leben.[4]
- Am 30. Juli 2015 wurde Christoph 15 zu einem Verkehrsunfall in Schöllnach gerufen. Während die Besatzung die nur leicht verletzte Patientin versorgte, stieß ein Schulbus gegen ein Rotorblatt des Hubschraubers. Dabei entstand am Hubschrauber ein Schaden von mehreren hunderttausend Euro, der Bus hatte lediglich eine zerstörte Frontscheibe. Am Abend konnte die Station den Betrieb mit einer Ersatzmaschine wieder aufnehmen.[5]